# کاپر هاربور (میشیگان)
کاپر هاربور (به انگلیسی: Copper Harbor) یک منطقهٔ مسکونی در ایالات متحده آمریکا است که در Keweenaw County واقع شده‌است. کاپر هاربور ۱۰۸ نفر جمعیت دارد.